# 黑毛冬青
黑毛冬青（学名：Ilex melanotricha）是冬青科冬青属的植物。分布于缅甸以及中国大陆的四川、云南、西藏等地，生长于海拔1,500米至3,200米的地区，见于山地林中，目前已由人工引种栽培。

## 形态特征

### 植株
常绿乔木，高5-10米；小枝稍粗壮，褐色或深褐色，具纵棱及槽，无毛或被真菌感染后出现黑色笔直的硬毛，二年生枝具三角状圆形突起的叶痕，皮孔无；顶芽狭圆锥形，芽鳞具缘毛，急尖。

### 叶
叶生于1-2年生枝上，叶片近革质，倒披针形或长圆状椭圆形，长6.5-13厘米，宽2.5-5厘米，先端渐尖，基部楔形或钝，边缘具细锯齿，齿尖黑色，叶面深绿色，背面淡绿色，两面无毛，亦无光泽，主脉在叶面凹陷，背面隆起，侧脉10-13对，在叶面稍明显，背面明显，网状脉在叶面几不明显，背面略明显；叶柄长10-17毫米，上面具浅槽，无毛，背面半圆形，具皱纹，顶部具叶片下延而成的狭翅。

### 花
雄花淡绿色，芳香；由聚伞花序组成假圆锥花序，生于二年生枝的叶腋内，总花序梗粗壮，长约3毫米，无毛；花序轴长3-7毫米，每个聚伞花序具3-4花，苞片卵形，具缘毛，早落，总花梗长2-3毫米，花梗长3-4毫米，两者均被微柔毛，花梗近中部具2枚卵状披针形小苞片，具缘毛；花4基数；花萼4深裂，裂片三角形，先端钝或圆形，具缘毛；花冠直径约6毫米，花瓣4，倒卵状长圆形，长约3毫米，宽约2毫米，具疏缘毛，基部稍合生；雄蕊4,略短于花瓣，花药卵状长圆形，长约1毫米，纵裂；退化子房近球形，直径约0.5-0.75毫米，顶端钝，微4裂，具乳突。雌花未见。

### 果
果序假总状，生于二年生枝叶腋内，几无总梗，果序轴长3-5毫米，果梗长4-7毫米，均被微柔毛，中部具2枚卵形、具缘毛的宿存小苞片；果球形，直径4-7毫米，成熟时红色，具纵沟纹，无毛；宿存柱头平盘状，微4裂；宿存花萼直径约2毫米，近四方形，平展，裂片具缘毛；分核4，长圆状椭圆体形，长3.5-4.5毫米，宽2.5-3毫米，背面具掌状6-7条纵棱沟，两侧面具1宽浅沟或具1纵棱及2沟，内果皮木质。

### 花果期
花期5-6月，果期10-11月。

## 别名
多花冬青（四川植物志）